# Хипштет
Хипштет (њем. Hipstedt) општина је у њемачкој савезној држави Доња Саксонија. Једно је од 57 општинских средишта округа Ротенбург (Виме). Према процјени из 2010. у општини је живјело 1.317 становника. Посједује регионалну шифру (AGS) 3357027.

## Географски и демографски подаци
Хипштет се налази у савезној држави Доња Саксонија у округу Ротенбург (Виме). Општина се налази на надморској висини од 24 метра. Површина општине износи 29,4 km². У самом мјесту је, према процјени из 2010. године, живјело 1.317 становника. Просјечна густина становништва износи 45 становника/km².

## Међународна сарадња
| Мјесто | Држава               | Врста сарадње | Од    |
| ------ | -------------------- | ------------- | ----- |
| Фалмут | Уједињено Краљевство | контакт       | 2000. |
| Извор  |                      |               |       |